# Лоренцелли, Бенедетто
Бенедетто Лоренцелли (итал. Benedetto Lorenzelli; 11 мая 1853, Кастель-ди-Казио, Папская область — 15 сентября 1915, Буччано, королевство Италия) — итальянский кардинал и ватиканский дипломат. Титулярный архиепископ Сарда с 30 ноября 1896 по 15 апреля 1907. Апостольский интернунций в Бельгии, Нидерландах и Люксембурге с 30 мая 1893 по 1 октября 1896. Апостольский нунций в Баварии с 1 октября 1896 по 10 мая 1899. Апостольский нунций во Франции с 10 мая 1899 по 31 июля 1904. Архиепископ Лукки с 14 ноября 1904 по 29 апреля 1910. Префект Священной Конгрегации образования, с 13 февраля 1914 по 15 сентября 1915. Кардинал-священник с 15 апреля 1907, с титулом церкви Санта-Кроче-ин-Джерусалемме с 18 апреля 1907.